# Peter Hans Kolvenbach
Peter Hans Kolvenbach SJ (ur. 30 listopada 1928 w Druten, zm. 26 listopada 2016 w Bejrucie) – holenderski duchowny katolicki, 29 Przełożony Generalny Towarzystwa Jezusowego.

## Życiorys
Kolvenbach spędził dzieciństwo w Druten koło Nijmegen w Holandii. Do nowicjatu Towarzystwa Jezusowego wstąpił 7 sierpnia 1948 w Mariendaal. Po skończonych w Nijmegen studiach filozoficznych został wysłany do Libanu, gdzie uzyskał doktorat z teologii na Uniwersytecie św. Józefa w Bejrucie. Niedługo potem, w 1961, otrzymał święcenia kapłańskie.
Następne lata spędził jako wykładowca uniwersytecki w Paryżu i w Bejrucie (uczył głównie języków, w tym orientalnych). W międzyczasie był prowincjałem wiceprowincji (zależnej od Francji) Bliskiego Wschodu. W 1981 został rektorem Instytutu Orientalnego przy Gregorianum w Rzymie.
13 września 1983, podczas XXXIII Kongregacji Generalnej Towarzystwa Jezusowego, Kolvenbach został wybrany 29. generałem zakonu.
W 1987 prowadził wielkopostne rekolekcje dla papieża i Kurii Rzymskiej.
2 lutego 2006 poinformował członków Towarzystwa Jezusowego, że – za wiedzą i przyzwoleniem Benedykta XVI – zamierza ustąpić ze stanowiska w 2008, kiedy to osiągnie wiek 80 lat.
XXXV Kongregacja Generalna Towarzystwa Jezusowego 19 stycznia 2008 wybrała na nowego generała zakonu Adolfo Nicolása.